# Nationaal park Kornaten
Het Nationaal park Kornaten (Kroatisch: Nacionalni park Kornati) is een nationaal park in Kroatië, dat een groot deel van de onbewoonde Dalmatische Kornaten beslaat. Het park omvat 89 eilanden en rotsen, die uit kalksteen bestaan en niet of nauwelijks begroeid zijn. Minder dan een kwart van de oppervlakte bestaat uit land.
In het zuidwesten rijzen de Kornaten steil op uit de Adriatische Zee. De kliffen staan bekend als "kronen" (krune). De hoogste rijst 82 meter op uit zee en is te vinden op Klobučar en het eilandje Mana heeft met 1350 meter de langste. Tot het vogelbestand van het gebied behoren de eleonoravalk, de slechtvalk en de kuifaalscholver. Ook de Centaurea ragusina, een karakteristieke korenbloemsoort uit het Dalmatische kustgebied, komt er voor.
Het park sluit in het westen aan op het natuurpark Telašćica op het eiland Dugi otok en staat daarmee op de voorlopige werelderfgoedlijst.